# Ibijau jamaïcain
Nyctibius jamaicensis
Espèce
Synonymes
- Caprimulgus jamaicensis Gmelin, 1789
(protonyme)

Statut de conservation UICN

 LC  : Préoccupation mineure
L'Ibijau jamaïcain ou Ibijau de la Jamaïque (Nyctibius jamaicensis) est une espèce d'oiseaux de la famille des Nyctibiidae, autrefois considérée comme une sous-espèce de l'Ibijau gris (N. griseus).

## Description
L'Ibijau jamaïcain adulte est brunâtre dans l'ensemble avec des yeux jaunes. La calotte et la nuque sont fortement striées de noir et de brun. La tête présente généralement une ligne sombre. Les parties supérieures sont couvertes de motifs énigmatiques bruns, gris, noirs et blancs. Les plumes de vol sont barrées de sombre. La gorge et les parties inférieures vont du gris-brun à cannelle grisâtre pâle.

Le juvénile est gris pâle dans l'ensemble, avec des motifs énigmatiques gris, bruns et noirs.

## Répartition
Cette espèce vit depuis le mexique jusqu'au Costa Rica au Sud, ainsi que sur les îles de la Jamaïque et d'Hispaniola.

## Nidification
Ses œufs sont blancs modérément marqués de points et de petites taches chocolat et gris-violet.

## Sous-espèces
D'après la classification de référence (version 12.1, 2022) du Congrès ornithologique international, cette espèce est constituée des cinq sous-espèces suivantes (ordre phylogénique) :
- Nyctibius jamaicensis lambi Davis, J, 1959 ;
- Nyctibius jamaicensis mexicanus Nelson, 1900 ;
- Nyctibius jamaicensis costaricensis Ridgway, 1912 ;
- Nyctibius jamaicensis jamaicensis (Gmelin, JF, 1789) ;
- Nyctibius jamaicensis abbotti Richmond, 1917.